# Tratado Nepal-Grã-Bretanha
O Tratado Nepal-Grã-Bretanha foi discutido pela primeira vez em 1921 e o tratado final foi assinado em 21 de dezembro de 1923 em Singha Durbar. O tratado foi o primeiro reconhecimento formal pelos britânicos de que o Nepal, como nação independente, tinha o direito de conduzir sua política externa da maneira que achasse melhor e foi considerado "uma grande conquista de 25 anos de diplomacia de Chandra Shumsher". O tratado foi registrado em 1925 na Liga das Nações.

## Discussões sobre tratados
O então primeiro-ministro do Nepal, Chandra Shamsher, queria concluir um tratado com a Grã-Bretanha para o reconhecimento da independência do Nepal. Ciente das restrições implícitas impostas à política externa do Nepal pelo Tratado de Sugauli, ele queria que o Nepal fosse reconhecido como um Estado totalmente soberano. Em 1921, quando o Príncipe de Gales, mais tarde Eduardo VIII, veio a Katmandu, Chandra Shumsher levantou a questão de formular um novo tratado de paz entre o Nepal e a Grã-Bretanha. O tratado foi discutido pelas autoridades britânicas em Katmandu, Nepal e Londres por mais de um ano antes da assinatura do tratado final, em 21 de dezembro de 1923, em Singha Durbar, Katmandu.

## Termos do Tratado
Os termos do Tratado Nepal-Grã-Bretanha de 1923 foram:
1) Nepal e Grã-Bretanha manterão para sempre a paz e a amizade mútua e respeitarão a independência interna e externa um do outro.
2) Todos os tratados, acordos e compromissos anteriores, desde e incluindo o Tratado de Sugauli de 1815, que tenham sido celebrados entre os dois Governos, são cancelados, exceto na medida em que possam ser alterados pelo presente Tratado.
3) Uma vez que a preservação da paz e das relações de amizade com os Estados vizinhos cujos territórios são contíguos às suas fronteiras comuns é do interesse mútuo de ambas as Altas Partes Contratantes, acordam em informar-se mutuamente de qualquer ruptura dessas relações amigáveis, e cada uma delas exercer os seus bons ofícios, na medida do possível, para eliminar tais atritos e mal-entendidos.
4) Cada uma das Altas Partes Contratantes utilizará todas as medidas que considere praticáveis para evitar que os seus territórios sejam utilizados para fins contrários à segurança da outra.
5) Tendo em conta a amizade de longa data que subsistiu entre o Governo britânico e o Governo do Nepal e em nome das cordiais relações de vizinhança entre eles, o Governo britânico acorda em que o Governo do Nepal será livre de importar para o Nepal de ou através da Índia Britânica quaisquer armas, munições, máquinas, material bélico ou armazéns que possam ser necessários ou desejados para a força e o bem-estar do Nepal, e que este acordo se manterá válido para sempre, enquanto o Governo britânico estiver convencido de que as intenções do Governo do Nepal são amigáveis e de que não existe perigo imediato para a Índia devido a tais importações. O Nepal tais armas, munições, etc., através da fronteira do Nepal quer pelo Governo do Nepal quer por particulares. Se, no entanto, entrar em vigor qualquer convenção para a regulamentação do tráfico de armas, na qual o Governo britânico possa ser parte, o direito de importação de armas e munições pelo Governo do Nepal ficará sujeito à condição de que o Governo do Nepal se torne primeiro parte dessa convenção e que essa importação só seja feita em conformidade com as disposições dessa convenção.
6) Nenhum direito aduaneiro será cobrado nos portos indianos britânicos sobre mercadorias importadas em nome do Governo do Nepal de transporte imediato para esse país, desde que seja apresentado um certificado de tal autoridade que possa ser determinado periodicamente pelos dois governos seja apresentado no momento da importação ao Chefe da Alfândega no porto de importação declarando que as mercadorias são propriedade do Governo do Nepal, são necessários para os serviços públicos do Governo do Nepal não são para fins de qualquer monopólio estatal ou comércio estatal, e estão sendo para o Nepal sob ordens do Governo do Nepal, O Governo britânico também concorda com a concessão em relação a todas as mercadorias comerciais, importadas nos portos britânicos indianos para transmissão imediata para Katmandu sem quebrar o volume durante o caminho, de uma redução da totalidade dos direitos pagos, desde que, de acordo com as modalidades já acordadas entre os dois Governos, essas mercadorias possam ser descarregadas a granel para reembalagem no porto de entrada sob controlo aduaneiro, de acordo com as regras que possam ser periodicamente estabelecidas em seu nome. O desconto pode ser solicitado por força de um certificado assinado pela referida autoridade de que as mercadorias chegaram a Katmandu com selos aduaneiros intactos e de outra forma não adulteradas.
7) Este Tratado assinado por parte do Governo Britânico pelo Tenente-Coronel W.F.T. O'Connor, C.I.E., C.V.O., Enviado Britânico à Corte do Nepal e por parte do Governo do Nepal pelo General Sua Alteza Maharaja Sir Chandra Shumsher Junga Bahadur Rana, G.C.B, G.C.S.I., G.D.M.G., G.C.V.O., D.C.I., Thong-lin Pimma Kokang-Wang-Syan, primeiro-ministro e marechal do Nepal, serão ratificados e a ratificação será trocada em Katmandu assim que possível.